# Görög diaszpóra

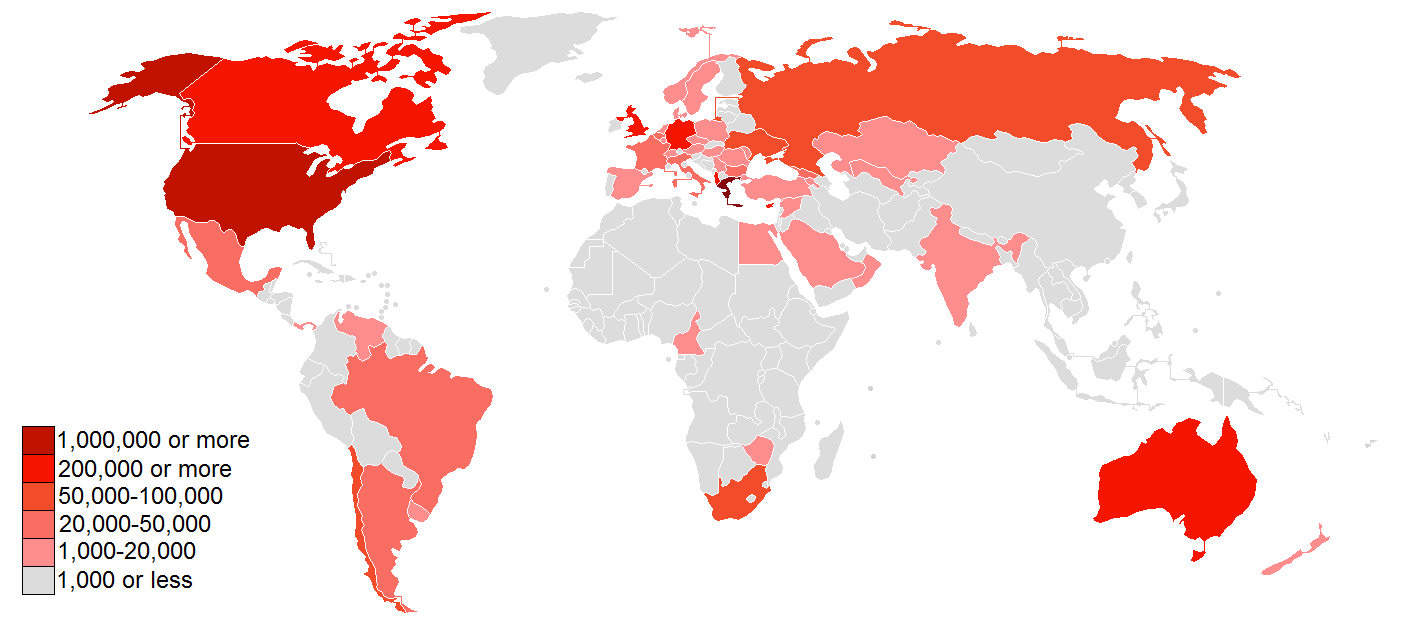
Az 50 legnagyobb görög népességgel rendelkező ország

A görög diaszpóra (görögül: ελληνική διασπορά) kifejezés görög közösségek szülőhazáján kívüli életét és szétszóródását takarja.

## Története

### Ókorban
Az ókorban a görög gyarmatosítás megjelenésével elterjedt a görög kultúra, a poliszrendszer és a görög nyelv. A főbb benépesült területek a Fekete-tengervidéke, Szicília, Dél-Olaszország és Észak-Afrika volt. Nagy Sándor uralma alatt a görög vezetői réteg áttelepült az újonnan létrehozott alexandriákba. A hellenizmus kora alatt csupán a görögök által lakott keleti nagyvárosok élveztek bizonyos függetlenséget a despotikus uralkodóktól; Ázsia, Egyiptom és a Balkán-félsziget területein élő többi népcsoportok elnyomott közrendűek vagy rabszolgákként éltek. Alexandriának, a kor egyik, ha nem a legnagyobb világvárosának lakosságát is főleg görögök és zsidók tették ki. Itt fordították le az Ószövetséget görögre héberről. A Római Birodalom részeként a görögök kultúrájukat elterjesztették az egész birodalomban. A 4. század környékén kereszténységre áttért világbirodalomban a latin helyett görög, ortodox kereszténységet gyakorló népcsoportként jól elkülönültek a fő egyházi irányvonaltól, főként az Egyházszakadás után.

### Hetedik század
Hérakleiosz császár ekkor a görögöt tette meg birodalma hivatalos nyelvévé. Az elszármazott görög közösségek tovább éltek a Közel-Keleten, a Fekete-tenger vidékén és a Földközi-tenger vidékén. Évszázadokkal később, az Oszmán Birodalom idején ezek a csoportok még mindig léteztek, és megőrizték identitásukat.

### Kivonulás Olaszországba
Konstantinápoly eleste (1453) után sok görög kivándorolt vagy el lett hurcolva Olaszországba. Számos ókori görög nyelvű írás is ekkor semmisült meg vagy tűnt el örökre. A Reneszánsz kibontakozásában is részt vettek az emigráns csoportok; legtöbbjük Velencében telepedett le és elveszett a történelem homályában.

### 19. század
A Görög szabadságharc után kivándorolt görögöket az újonnan megalakult állam az érdekeinek megfelelően arra akarta használni, hogy külföldi kapcsolatokat és támogatottságot szerezzenek hazájuknak. Görög kereskedőcsaládok anyagi támogatása jelentősen befolyásolta az óhaza fejlődését; Oroszországból, Angliából, és Franciaországból is jelentkeztek mecénás családok. A Konstantinápolyi békeszerződés után Görögország helyzete stabilizálódott, és a támogatások már új intézmények létrejöttét segítették elő, például a Nemzeti Könyvtárét.

### Huszadik század
A 20. század soha nem látott méretű kivándorlást hozott Ciprusból és Görögországból Észak-Amerikába, Dél-Afrikába és Ausztráliába. Főleg 1939 és 1945 között, 1946 és 1949 között valamint 1974-ben emelkedett a migráció száma. A görög polgárháború után több baloldali aktivista hagyta el hazáját, és Európa kommunista-szocialista országaiba (lásd Keleti blokk) menekült el, Magyarország még egy önálló települést is létrehozott a számukra, Beloianniszt. Bár többjük később, a politikai feszültségek enyhülésével visszatért, ezeknek az egykori szocialista országoknak máig jelentős, második generációs görög kisebbségük van, akik híven őrzik hagyományaikat. A legjelentősebb visszavándorlás Grúziában következett be. A hazatért görögök többnyire a nagyvárosi, urbanizált területeken telepedtek le. Egyiptomban Gamal Abden-Nasszer nacionalista, diktatórikus politikája az 1950-es évek tájékán nagymértékű elvándorlást hozott ezekről a területekről. Ez Alexandria történetében is nagy törést hozott, ott ugyanis az üzleti életben a görögök domináltak.

### Jelenkor
A kiemigrált görögség legnagyobb központjai manapság Melbourneben, Londonban, Münchenben, Chicagóban, New Yorkban és Torontóban van.  A Ciprus és Görögország területén kívül élő görög közösségek lélekszáma a népszámlálási adatok szerint 3 millió körül mozog. A Tengerentúli Görögség Tanácsa ezt az adatot 7 millióra teszi. Az eltéréseket a beházasodás és asszimilálódás befolyásolja.

## Híres emigráns görögök
| - George Averoff - Arsaki - Maria Callas - Jennifer Aniston - George Michael - Telly Savalas - El Greco - Georges Corraface - Greg Louganis - John Varvatos - Elia Kazan | - Constantine Lascaris - Marcus Musurus - Yiannis Pharmakis - Zsófia spanyol királyné - Peter Andre - Fülöp edinburgh-i herceg - Sir Alec Issigonis - Michael Dukakis - Olympia Dukakis - Michael Dertouzos - George Bizos | - Mario Frangoulis - George Sava - Spyros Skouras - Arianna Huffington - Panayiotis Zavos - Nicholas Negroponte - Grigorios S. Kapageridis - Nik Poulos - Spiro Agnew - George Stephanopoulos |